# Archipiélago Televisión (Lanzarote)

Archipiélago Televisión era una cadena local de televisión de la isla de Lanzarote (Canarias, España) perteneciente al Grupo Archipiélago que emitía en la isla a través de la tecnología analógica. Inició sus emisiones en mayo de 2001. Al no conseguir la licencia para emitir en TDT cesó sus emisiones en 2009 tras el apagón analógico en la isla. Era la emisora local de la isla con más audiencia. 

## A la espera de una orden judicial
Tras producirse el concurso de adjudicaciones para la TDT local por parte del Gobierno de Canarias, Archipiélago Televisión no consiguió la licencia para poder emitir en la isla. El canal mostró su desagrado porque se habían otorgado licencias a canales sin proyecto y experiencia en la isla. De hecho, la licencia de La Provincia sigue sin explotarse.
Debido a este caso, el Tribunal Superior de Justicia de Canarias ordenó permitir a Archipiélago TV y a otras televisiones sin licencia seguir en analógico hasta buscarles sitio en digital.
No hubo novedades sobre ese caso y el 30 de junio de 2009 se produjo el apagón en la isla. El canal siguió emitiendo 3 semanas más hasta que el gobierno canario ordenó su cierre.